# Стальная звезда
«Стальная звезда», «Оловянная звезда» (англ. Tin Star) — британо-канадский драматический сериал, созданный Роуэном Джоффи, премьера телесериала состоялась на канале Sky Atlantic 7 сентября 2017 года и стала доступна на Amazon Prime в США 29 сентября 2017. В первом сезоне снимались Тим Рот, Женевье́в О’Райли, Эбигейл Лаури, Оливер Куперсмит и Кристина Хендрикс. Сериал был продлён на второй сезон, премьера которого состоялась 24 января 2019 года. Третий и заключительный сезон вышел 10 декабря 2020 года.

## Сюжет
Бывший лондонский полицейский детектив Джим Уорт — новый начальник полиции Литл-Биг-Бэр, небольшого городка на краю Канадских Скалистых гор, куда его семья из четырёх человек переехала, чтобы сбежать от прошлого. Но из-за начальника службы безопасности North Stream Oil, — нефтяной компании, которая оказывает влияние на город, — прошлое Уорта не отпускает его. Ему и его жене Энджеле приходится обратиться к жестокому альтер эго Джима Джеку Девлину, чтобы расквитаться с подозреваемым, который навредил их семье.

## В ролях
Сотрудники правоохранительных органов
- Тим Рот в роли шефа Джима Уорта, бывшего детектива полиции и нового главы полиции города Литл-Биг-Бэр; также он играет роль Джека Девлина, жестокого альтер эго Джима, который появляется после приёма алкоголя.
- Райан Кеннеди в роли констебля Ника Макгилена, сотрудник полиции
- Сара Подемски в роли констебля Денис Минаик.
- Роурк Критчлоу в роли детектива-инспектора Бенуа Лехайн, из федеральной полиции Канады

North Stream Oil
- Кристина Хендрикс в роли Элизабет Брэдшоу, агент по связям с общественностью компании North Stream Oil
- Кристофер Хейердал в роли Луи Ганьона, начальник службы безопасности
- Оливер Куперсмит в роли Саймона, молодого человека работающего с Фрэнком и Джеком
- Иан Палстон-Дэвис в роли Фрэнка Кейна, криминальная фигура из прошлого Джима
- Стивен Уолтерс в роли Джонни, преступник из Блэкпула работает с Фрэнком
- Джек Вил играет молодого Саймона в воспоминаниях из 2007 года
- Тоби Бамтефа в роли Реджинальда Годсвилла, преступник

Другие
- Женевьев О’Рейли в роли Энджелы Уорт, жена Джима/Джека
- Эбигейл Лаури в роли Анны Уорт, дочь Джима и Энджилы
- Линда Бойд в роли Рэнди, владелец Randy’s Roadhouse и стрип клуба
- Руперт Тернбулл в роли Питера Уорта, 5-летний сын Джима и Энджилы
- Николас Кэмпбелл в роли Уоллеса Лайла
- Максвелл Маккейб-Локос в роли Дэниэла Лайла
- Рэйчел Кроуфорд в роли Доктор Сьюзан Бушар
- Кевин Ханчард в роли отца Грегори, из общества анонимных алкоголиков
- Мишель Траш в роли Жаклин Летендр

## Съёмки
Съёмки сериала проходили в Альберте, Канада с июня по декабрь 2016.